# ルイ1世 (バル公)
ルイ1世（フランス語：Louis I, 1370/5年 - 1430年6月23日）は、15世紀フランスの司教、およびバル公（在位：1415年 - 1430年）。1420年以降、大甥ルネ・ダンジューの側近としてバル公領を支配した。

## 生涯
ルイはバル公ロベール1世とマリー・ド・フランスの息子である。五男として、ルイは聖職に付くことが定められていた。ポワティエ司教（1391年 - 1395年、1391年より枢機卿にもなる）、ラングル司教（1397年 - 1413年）、およびシャロン＝シュル＝マルヌ司教（1413年 - 1430年）を歴任した。また、ヴェルダン司教（1419年 - 1423年、1424年 - 1430年）も兼任した。
ルイは1407年にオルレアン公ルイののち、フランスの政界で重要な役割を果たした。1409年、ルイはランス大司教ギ・ド・ロアイユおよびカンブレー司教ピエール・ダイイとともにピサ教会会議に参加した。ジェーヌ近くのヴォルティにおいて、町長とランス大司教の対立は暴動に発展し、ランス大司教は殺害され、ルイは行方不明となり死去したとみられる。ピサを訪れた枢機卿らは、アヴィニョンの対立教皇ベネディクトゥス13世およびローマの教皇グレゴリウス12世を退位させようと企て、新たにアレクサンデル5世を選出し、教会大分裂を終わらせようとした。しかしそれどころか、ピサの教皇ヨハネス23世がコンスタンツ公会議（1414年 - 1418年）の開催を呼びかけるまで3人の教皇が並立することとなった。公会議ではローマのグレゴリウス12世およびピサのヨハネス23世をともに廃位し、アヴィニョンのベネディクトゥス13世を破門にし、新たにマルティヌス5世をローマ教皇に選出した。
兄エドゥアール3世が1415年にアジャンクールの戦いで戦死したため、ルイはバル公領を継承し、聖職者であるルイが公領を継承することに異議を唱える義弟ユーリヒ＝ベルク公アドルフの主張を抑えることに成功した。1419年、数世紀にわたるバル公とロレーヌ公の不和に終止符を打つため、ルイは大甥ルネ・ダンジューとイザベル・ド・ロレーヌ（ロレーヌ公シャルル2世の娘で継承者）の結婚の交渉を行い、1420年代には2人にバル公領の統治を委ねた。